# Interstate 690
Pour les articles homonymes, voir Route 690.
L'Interstate 690 (I-690) est une autoroute auxiliaire de l'I-90 qui parcourt 14,19 miles (22,84 km) dans les environs de Syracuse, dans l'État de New York. Elle débute à la jonction avec l'I-90 (New York Thruway) et se termine à l'est à la jonction avec l'I-481 à DeWitt. L'autoroute traverse les banlieues ouest de Syracuse avant de traverser la ville elle-même et de rencontrer l'I-81 au centre-ville. L'autoroute continue au nord-ouest de son terminus ouest comme NY 690.

## Description du tracé
L'I-690 débute à un échangeur avec l'I-90 (New York State Thruway) dans la ville de Van Buren. Au nord-ouest du terminus, la route continue comme NY 690 vers Baldwinsville. L'I-690 se dirige à l'est depuis cet échangeur et longe rapidement le lac Onondaga, en se dirigeant vers le sud-est.
L'autoroute continue le long du lac vers le centre-ville. En arrivant au centre-ville, l'I-690 rencontre l'I-81. L'I-690 poursuit son trajet vers l'est et rencontre quelques voies locales avant d'atteindre son terminus est à l'échangeur avec l'I-481.

## Liste des sorties
| Interstate 690            |                               |       |       |        |                                                                    |                                                                                              |
| Comté                     | Municipalité                  | mi    | km    | Sortie | Intersections / Destinations                                       | Notes                                                                                        |
| Onondaga                  | Van Buren                     | 0,00  | 0,00  | —      | NY 690 (en) nord – Baldwinsville                                   | Continue au-delà comme NY 690                                                                |
| Onondaga                  | Van Buren                     | 0,00  | 0,00  | 1      | I-90 Toll / New York Thruway – Albany, Buffalo                     | Sortie 39 de l'I-90                                                                          |
| Onondaga                  | Van Buren                     | 0,31  | 0,50  | 2      | Jones Road                                                         |                                                                                              |
| Onondaga                  | Van Buren                     | 0,89  | 1,43  | 3      | NY 48 (en) nord (Farrell Road)                                     | Sortie direction ouest, entrée direction est                                                 |
| Onondaga                  | Geddes                        | 1,11  | 1,79  | 4      | Vers NY 370 (en) / John Glenn Boulevard – Liverpool                |                                                                                              |
| Onondaga                  | Geddes                        | 2,05  | 3,30  | 5      | State Fair Boulevard / Van Vleck Road – Lakeland                   |                                                                                              |
| Onondaga                  | Geddes                        | 4,55  | 7,32  | 6      | NY 695 (en) vers NY 5 (en) – Auburn, Lakeland                      |                                                                                              |
| Onondaga                  | Geddes                        | 5,28  | 8,50  | 7      | NY 297 (en) – Solvay, Fairgrounds                                  |                                                                                              |
| Onondaga                  | Syracuse                      | 7,14  | 11,49 | 8      | Hiawatha Boulevard – Destiny USA                                   | Sortie direction est, entrée direction ouest                                                 |
| Onondaga                  | Syracuse                      | 7,43  | 11,96 | 9      | NY 298 (en) (Bear Street) vers I-81 nord – Watertown               | Sortie direction est, entrée direction ouest                                                 |
| Onondaga                  | Syracuse                      | 7,75  | 12,47 | 10     | North Geddes Street                                                | Sortie direction ouest, entrée direction est                                                 |
| Onondaga                  | Syracuse                      | 8,22  | 13,23 | 11     | West Street                                                        |                                                                                              |
| Onondaga                  | Syracuse                      | 8,39  | 13,50 | 12     | West Genesee Street – Centre-ville de Syracuse                     | Sortie et entrée en direction est                                                            |
| Onondaga                  | Syracuse                      | 9,00  | 14,48 | —      | I-81 – Binghamton, Watertown                                       | Pas de sortie en direction est vers I-81 nord ni d'entrée en direction ouest depuis I-81 sud |
| Onondaga                  | Syracuse                      | 9,29  | 14,95 | 13     | Townsend Street – Centre-ville de Syracuse, Université de Syracuse | Sortie direction ouest seulement                                                             |
| Onondaga                  | Syracuse                      | 10,32 | 16,61 | 14     | Teall Avenue                                                       |                                                                                              |
| Onondaga                  | Syracuse                      | 11,28 | 18,15 | 15     | Midler Avenue                                                      |                                                                                              |
| Onondaga                  | Limite Syracuse–East Syracuse | 12,34 | 19,86 | 16     | NY 635 (en) (Thompson Road)                                        | Indiqué sortie 16N (nord) et 16S (sud)                                                       |
| Onondaga                  | East Syracuse                 | 13,19 | 21,23 | 17     | Bridge Street – East Syracuse                                      |                                                                                              |
| Onondaga                  | DeWitt                        | 14,19 | 22,84 | —      | I-481 vers I-90 Toll / New York Thruway – DeWitt                   | Sortie 4 de l'I-481                                                                          |
| - Péage - Accès incomplet |                               |       |       |        |                                                                    |                                                                                              |